# Mečník

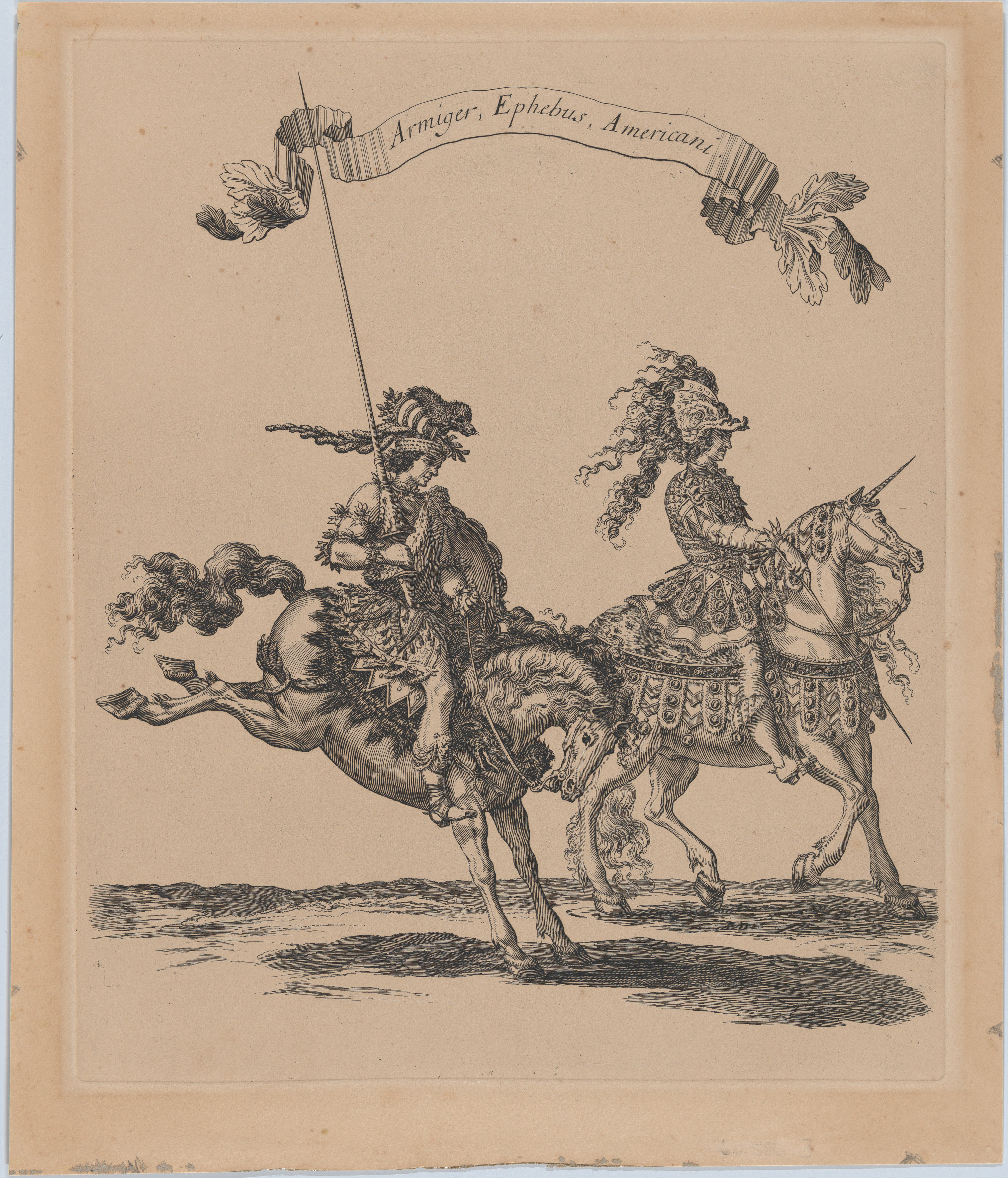
Práce mečníka ve středověku.

Mečník (polsky miecznik) je historický dvorský úřad v Polském království.  
Mečník byl odpovědný za královskou výzbroj a za čestnou funkci nošení meče, odkud pochází jeho označení. 
Od 14. století šlo o čestný titul okresního úřadu v Polském království a po Lublinském svazu v Polsko-litevské unii. 
- Miecznik koronny – korunní mečník
- Miecznik litewski – litevský mečník